# Xenocypris
 Xenocypris és un gènere de peixos de la família dels ciprínids i de l'ordre dels cipriniformes.

## Taxonomia
- Xenocypris argentea (Günther, 1868)
- Xenocypris davidi (Bleeker, 1871)
- Xenocypris fangi (Tchang, 1930)
- Xenocypris hupeinensis (Yih a Yang, 1964)
- Xenocypris macrolepis (Bleeker, 1871)
- Xenocypris medius (Oshima, 1920)
- Xenocypris yunnanensis (Nichols, 1925)[2][3][4][5]